# Іво Іличевич
І́во Іли́чевич (хорв. Ivo Iličević, нар. 14 листопада 1986, Ашаффенбург, Німеччина) — хорватський футболіст, півзахисник збірної Хорватії та російського клубу «Анжі» з Махачкали.

## Клубна кар'єра
Народився у Німеччині в родині боснійських хорватів, що емігрували з СФРЮ. Вихованець футбольних шкіл з рідного Ашаффенбурга.
У дорослому футболі дебютував 2004 року виступами за команду клубу «Дармштадт 98», в якій провів два сезони, взявши участь у 44 матчах чемпіонату. Більшість часу, проведеного у складі «Дармштадта», молодий півзахисник був основним гравцем команди.
Своєю грою за цю команду привернув увагу представників тренерського штабу клубу «Бохум», до складу якого приєднався 2006 року. Відіграв за бохумський клуб лише один сезон, після чого був відданий в оренду, спочатку до клубу «Гройтер», а 2009 року до «Кайзерслаутерна».
2010 року «Кайзерслаутерн» уклав з Іличевичем повноцінний контракт, однак вже за рік, 31 серпня 2011 року, гравець перейшов до «Гамбурга».
24 серпня 2016 року підписав 3-річний контракт з клубом «Анжі» (Махачкала).

## Виступи за збірні
Має подвійне громадянство (Німеччини та Хорватії), погодився захищати на рівні збірних кольори історичної батьківщини своїх батьків, Хорватії.
У 2007–2008 роках залучався до складу молодіжної збірної Хорватії. На молодіжному рівні зіграв в 11 офіційних матчах, забив 5 голів.
2010 року дебютував в офіційних матчах у складі національної збірної Хорватії. Наразі провів у формі головної команди країни 9 матчів, забивши 1 гол.

## Титули і досягнення
- Володар Кубка Казахстану (2):

«Кайрат»: 2017, 2018
- Володар Суперкубка Казахстану (1):

«Кайрат»: 2017